# José Aparicio
José Aparicio e Inglada (n. 14 decembrie 1770, Alicante, Spania – d. 10 mai 1838, Madrid, Noua Castilie⁠(d), Spania) a fost un pictor spaniol în stil neoclasic; strâns asociat cu domnia regelui Ferdinand al VII-lea.

## Biografie
S-a născut în Alicante, al șaptelea dintre cei opt copii dintr-o familie din clasa de mijloc. Primele sale studii artistice au fost la Real Academia de Bellas Artes de San Carlos de Valencia, unde a câștigat premiul I pentru pictură în 1793.
După aceea, a urmat cursurile Real Academia de Bellas Artes de San Fernando din Madrid. În 1796, pictura sa cu Manuel Godoy prezentând pacea (Pacea de la Basel) regelui Carlos al IV-lea i-a câștigat o bursă de la rege pentru a studia la Paris și Roma. La Paris, a fost primul student spaniol al lui Jacques-Louis David. A câștigat o medalie de aur pentru pictura sa „Febra galbenă din Valencia” în 1805.
A mers la Roma în 1807 și, în mai multe rânduri, a refuzat să jure credință noului rege, Iosif I. Din această cauză, el și alți spanioli cu gânduri similare au fost prizonieri virtuali la Castelul Sant'Angelo, până când Ferdinand a revenit pe tron în 1813.
După ce și-a recâștigat libertatea, a fost rechemat în Spania și a ajuns acolo în 1815. După câteva luni, s-a stabilit la Madrid, fiind numit pictor de curte al lui Ferdinand. Un an mai târziu, a început să picteze „Gloriile Spaniei”, care avea să-l țină ocupat timp de doi ani. Aceasta a fost prima dintr-o lungă serie de lucrări pe teme patriotice.
Pentru cea mai cunoscută lucrare a sa, „Debarcarea lui Ferdinand al VII-lea în portul Santa María”, a fost numit „Academician de merit” la Academia de San Carlos în 1829. Mai târziu, a devenit directorul Academiei de San Fernando. Pe lângă picturile istorice, el a fost remarcat pentru portretele pe care le-a realizat aristocrației spaniole și ofițerilor militari.
După moartea lui Ferdinand în 1833, acesta a căzut în dizgrație față de noul guvern liberal, deoarece era considerat a fi un propagandist al regelui. După o criză de pneumonie, a fost forțat să se pensioneze și i s-a acordat o pensie nominală, deși se pare că a trebuit să lupte pentru a-și primi plățile în termen. A murit în sărăcie la Madrid, la vârsta de 64 de ani.

## Picturi (selecție)

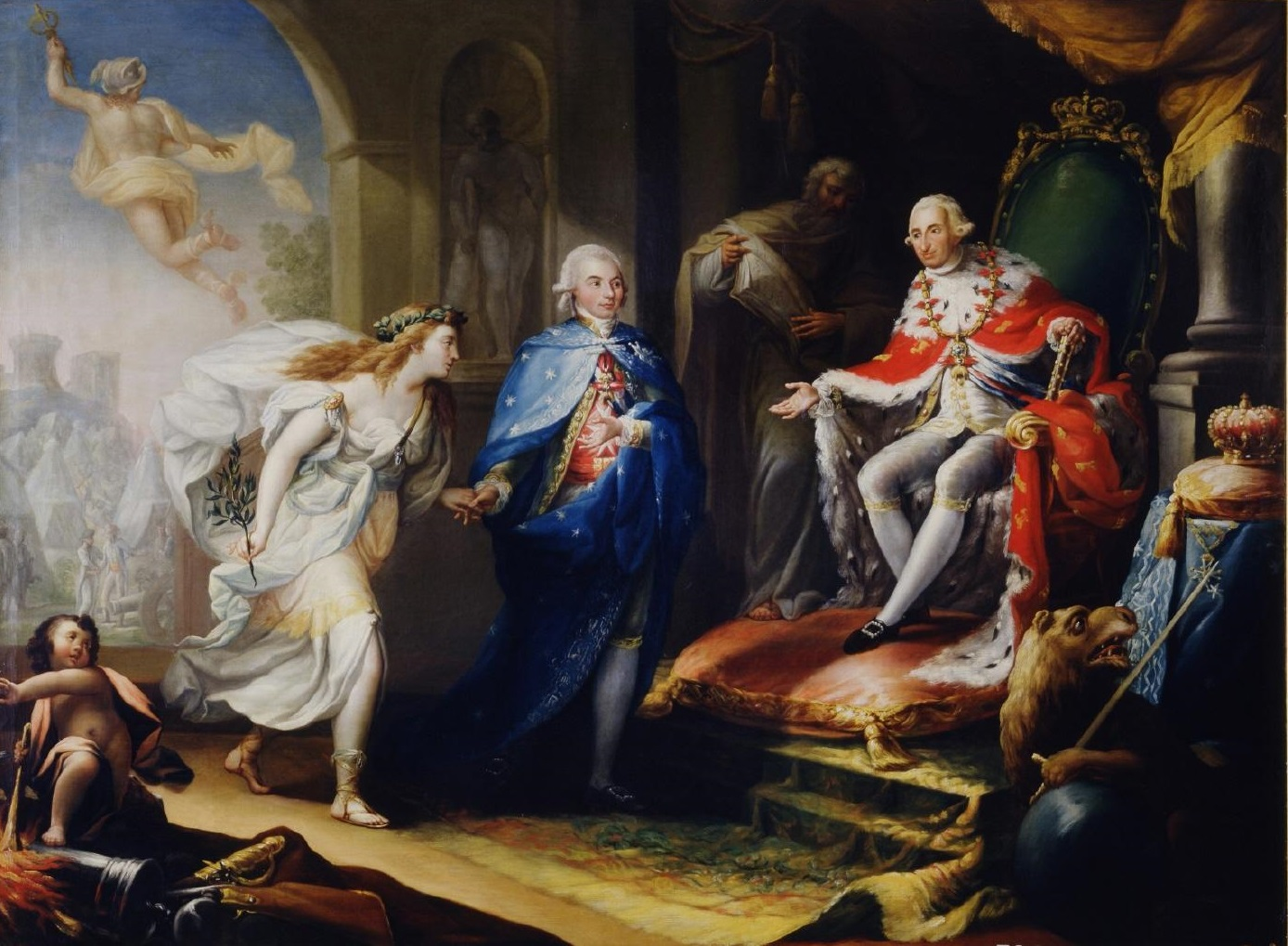
Godoy prezentând pacea regelui Carlos al IV-lea
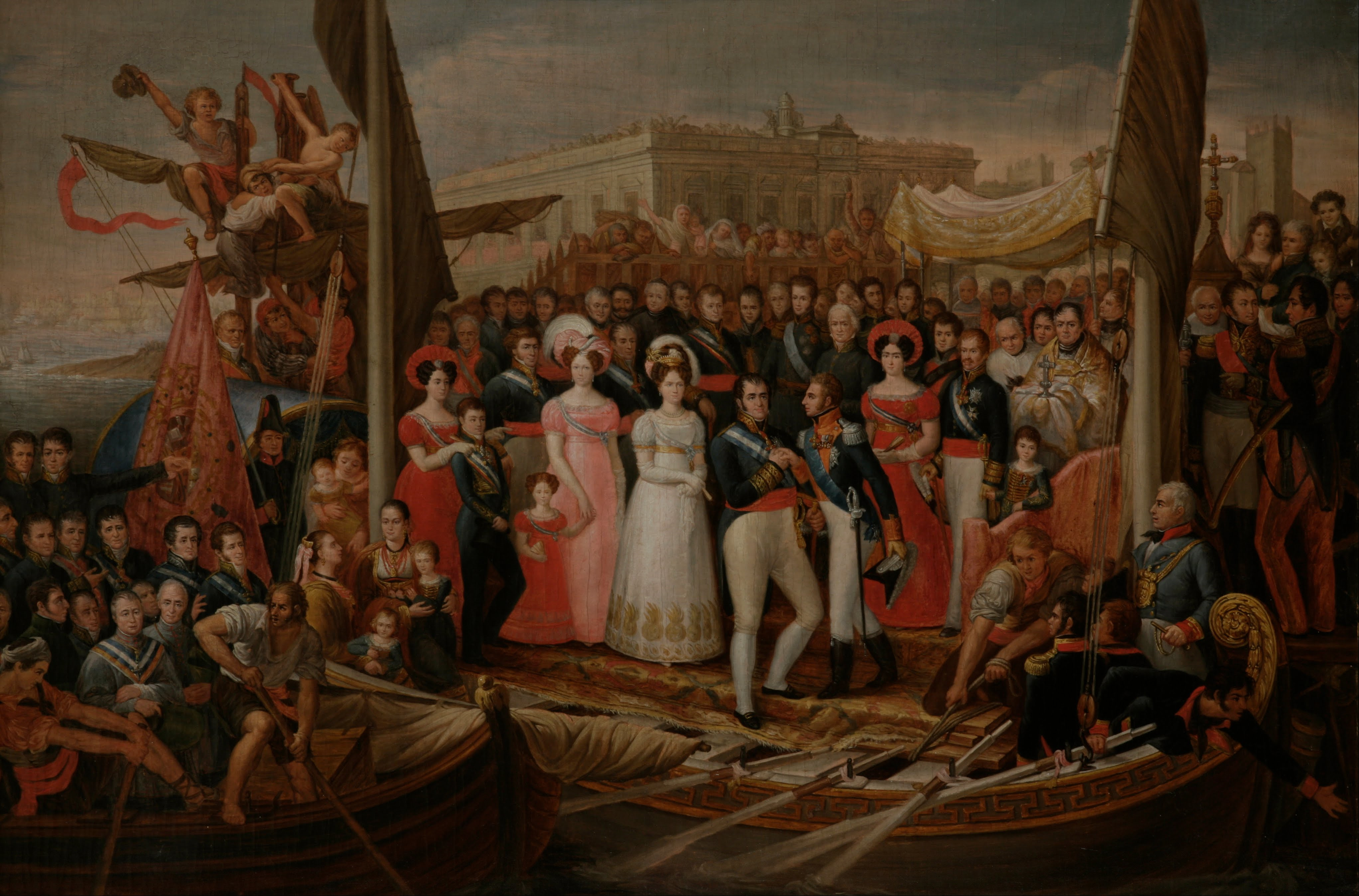
Debarcarea regelui Ferdinand al VII-lea în portul Santa María
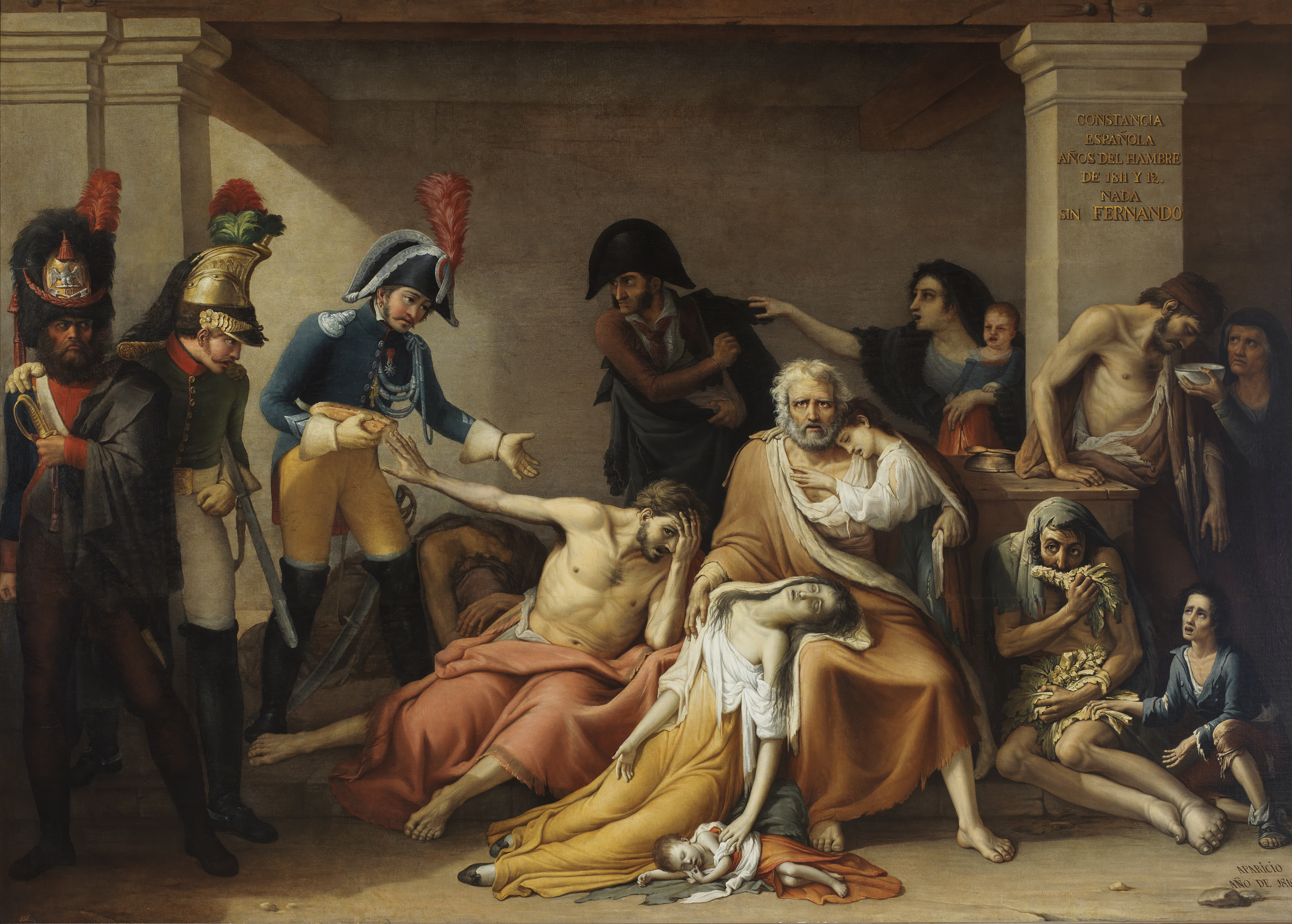
Foamete la Madrid
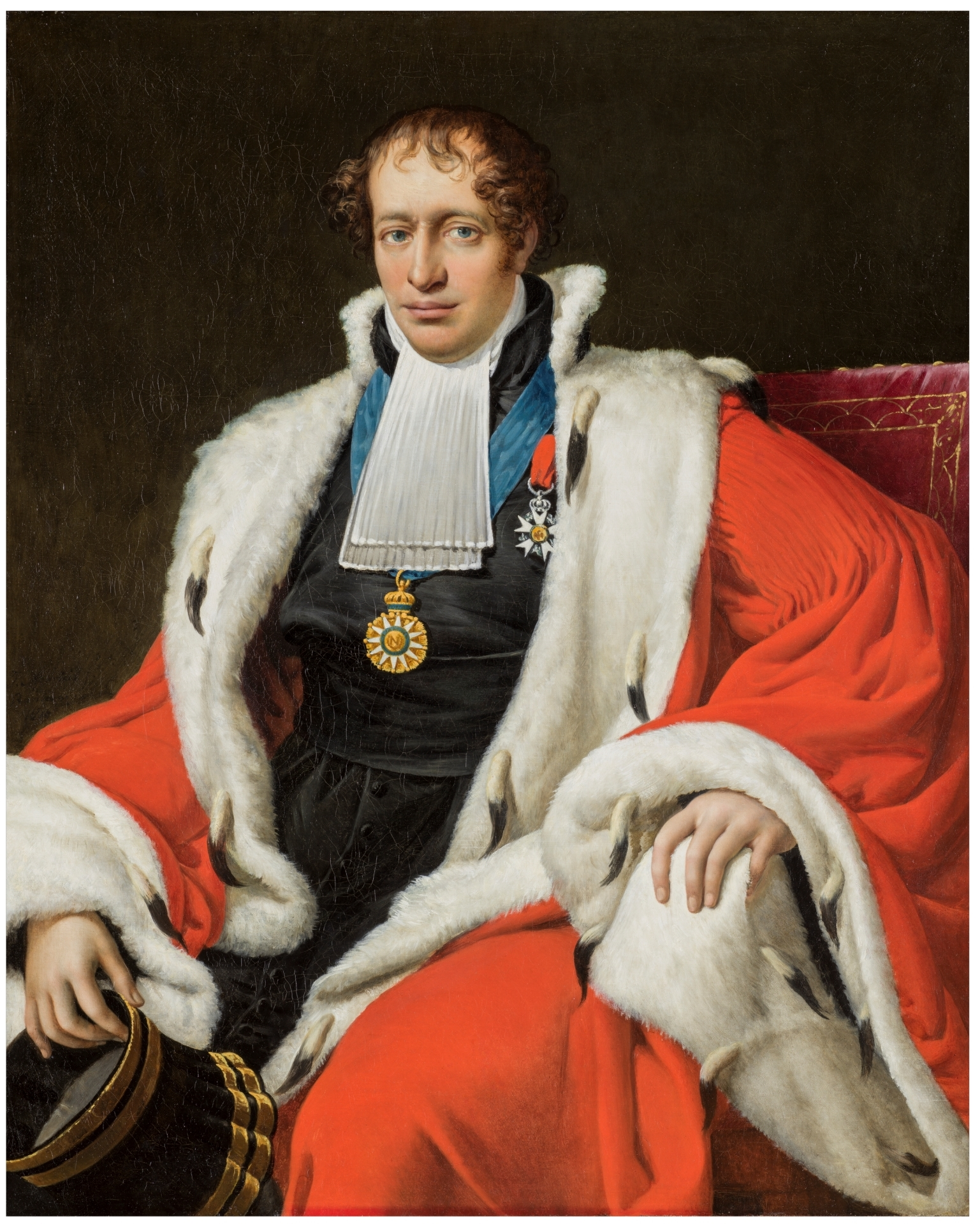
Giuseppe Maria Ferdinando Dal Pozzo